# 哈德森 (密歇根州)
哈德森（英語：Hudson）是一個位於美國密歇根州萊納維縣的城市。

## 人口
根據2020年美國人口普查的數據，哈德森的面積為5.69平方千米，當中陸地面積為5.68平方千米，而水域面積為0.01平方千米。當地共有人口2415人，而人口密度為每平方千米424人。